# Sinfonia Domestica
 (octobre 2024).
Si vous disposez d'ouvrages ou d'articles de référence ou si vous connaissez des sites web de qualité traitant du thème abordé ici, merci de compléter l'article en donnant les références utiles à sa vérifiabilité et en les liant à la section « Notes et références ».
Pour les articles homonymes, voir Sinfonia (homonymie).

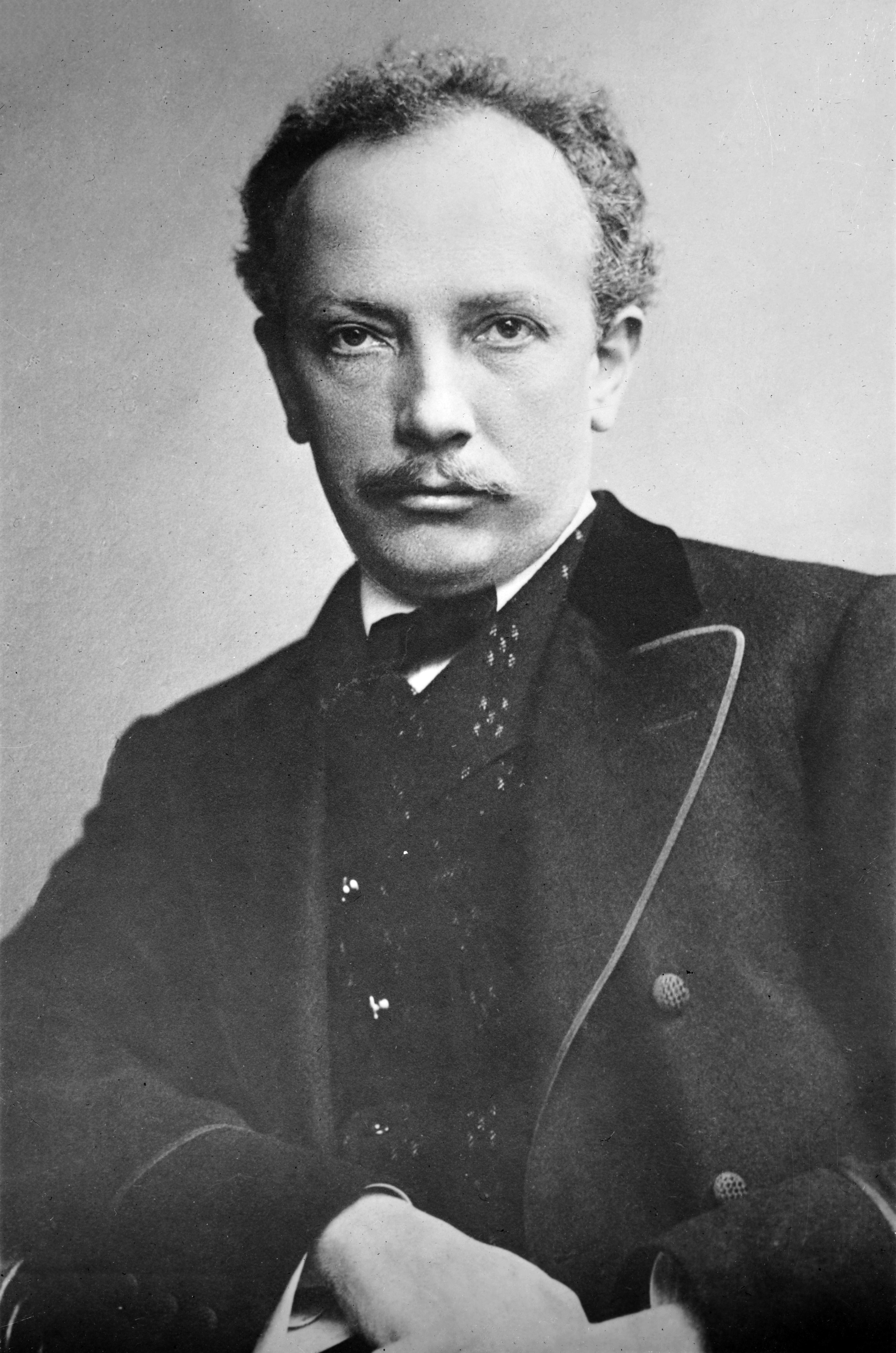
Richard Strauss

La Sinfonia Domestica Op.53 (Symphonie domestique) a été composée par Richard Strauss en 1902.
Il s'agit de la seconde œuvre d'inspiration autobiographique du musicien, écrite peu après Une vie de héros de la même veine. Elle est d'ailleurs dédiée à sa femme et à son fils, Franz.
Le terme « symphonie » est paradoxalement rare dans l'œuvre de Strauss : si on excepte deux compositions de jeunesse, il n'en a écrit qu'une seule autre intitulée Une symphonie alpestre. La structure de sa Sinfonia Domestica est d'ailleurs inhabituelle, avec cinq parties de taille très inégale, s'apparentant sans doute plus à un poème symphonique de grande ampleur qu'à une symphonie traditionnelle. Strauss en parle d'ailleurs en employant à plusieurs reprises ce premier terme.
Le côté « domestique » contraste avec la particulière richesse de l'orchestration dont est coutumier Strauss. Il décrit l'atmosphère familiale sereine à trois, avec ses moments de tendresse et de disputes.
La première a lieu le 21 mars 1904 au Carnegie Hall de New York avec le Wetzler Symphony Orchestra sous la direction du compositeur. Anecdotiquement, les représentations suivantes eurent lieu dans le hall d'un grand magasin de la cité américaine. La première européenne a lieu peu après à Francfort, puis Gustav Mahler dirige la partition à Vienne au cours de cette même année. L'écrivain Romain Rolland en fait, plus tard, une critique privée élogieuse, mais entend faire abstraction du côté musique à programme de l'œuvre.
Des thèmes de sa symphonie domestique seront repris par Strauss dans deux partitions postérieures : son Prélude nuptial et son Parergon zu Sinfonia Domestica (additif à la symphonie domestique), ce dernier étant une pièce "pour la main gauche" pour piano et orchestre écrite à la demande du pianiste Paul Wittgenstein qui avait perdu sa main droite au cours de la Première Guerre mondiale.
L'œuvre se compose de cinq mouvements et la durée d'exécution est d'environ trois quarts d'heure.
- Bewegt
- Scherzo (Munter)
- Wiegenlied –Mässig langsam
- Adagio – (Langsam)
- Finale (Sehr lebhaft)

## Référence
1. ↑  Bruno Serrou, « Richard Strauss : Sinfonia domestica op. 53 », sur ResMusica, 10 janvier 2002 (consulté le 18 novembre 2024)